# 845 (numero)
Ottocentoquarantacinque (845) è il numero naturale dopo l'844 e prima dell'846.

## Proprietà matematiche
- È un numero dispari.
- È un numero composto, con 6 divisori: 1, 5, 13, 65, 169, 845. Poiché la somma dei suoi divisori (escluso il numero stesso) è 253 < 845, è un numero difettivo.
- È un numero malvagio.
- È un numero congruente.
- È un  numero palindromo e un numero ondulante nel sistema di numerazione posizionale a base 8 (1515) e in quello a base 12 (5A5).
- È parte delle terne pitagoriche (116, 837, 845), (123, 836, 845), (208, 819, 845), (325, 780, 845), (429, 728, 845), (507, 676, 845), (595, 600, 845), (845, 936, 1261), (845, 2028, 2197), (845, 5460, 5525), (845, 14268, 14293), (845, 27456, 27469), (845, 71400, 71405), (845, 357012, 357013).

## Astronomia
- 845 Naëma è un asteroide della fascia principale del sistema solare.
- NGC 845 è una galassia spirale della costellazione di Andromeda.
- IC 845 è un oggetto celeste.
- Cosmos 845 è un satellite artificiale russo.

## Altri ambiti
- L'i845 è un chipset Intel presentato nel 2001 per supportare i Pentium 4 Northwood su socket 478.
- La Route nationale 845 è una strada statale della Francia.
- La Maryland Route 845 è una strada in Maryland, Stati Uniti d'America.
- La Pennsylvania Route 845 è una strada in Pennsylvania, Stati Uniti d'America.
- La Kentucky Route 845 è una strada in Kentucky, Stati Uniti d'America.
- La Hokkaido Prefectural Road Route 845 è una strada nel distretto di Saru, Giappone.
- La PR-845 è una strada in Paraná, Brasile.